# Ентодерма

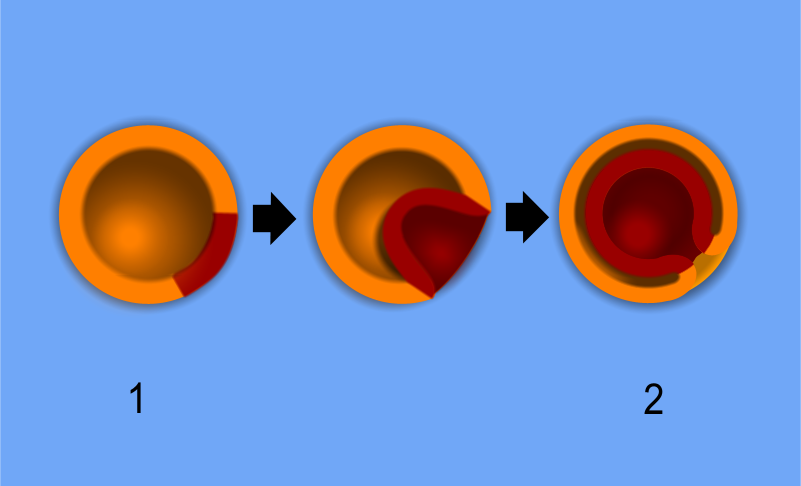
Формування ентодерми (виділено червоним) в процесі гаструляції

Ентодерма — один із зародкових листків, що формується в процесі ембріогенезу. Формування ентодерми проходить після впинанні стінки бластули в процесі гаструляції, при формуванні первинної кишки (архентерону).
Ентодерма спочатку складається з пласких клітин, які згодом стають стовбчастими. В процесі розвитку організму з ентодерми формується епітеліальна вистилка кишкового тракту, за винятком рота, глотки та кінцевої частини прямої кишки (котрі формуються випинаннями ектодерми); вистілка всіх залоз, котрі відкриваються в кишковий тракт, включаючи печінку та підшлункову залозу; епітелій слухового проходу та барабанної камери, трахеї, бронхів та альвеол в легенях, сечового міхура та частини уретри, фолікулів щитоподібної залози та тимусу.
Загалом, ентодерма відіграє визначальну роль у формуванні травної, дихальної та ендокринної систем хребетних.